# Huayllati (distrito)
O Distrito peruano de Huayllati é um dos catorze distritos que formam a Província de Grau, situada no Apurímac, pertencente a Região Apurímac, Peru.

## Transporte
O distrito de Huayllati é servido pela seguinte rodovia:
- AP-112, que liga a cidade de Curahuasi ao distrito de Progreso [2][3][4]